# Wincenty Kluczyński
Wincenty Kluczyński (Šarkaŭščyna, 30 settembre 1847 – Alupka, 23 febbraio 1917) è stato un arcivescovo cattolico polacco.

## Biografia
Era originario della provincia di Vicebsk.
Frequentò la scuola media a Daugavpils; tra il 1865 e il 1867 studiò nel seminario diocesano a Vilnius e dal 1867 al 1871 fu alunno dell'Accademia ecclesiastica cattolica di Pietroburgo. 
Fu ordinato prete a Kaunas nel 1871. 
Fu docente nei seminari di Vilnius, dove si distinse come attivista socio-religioso, e Pietroburgo. Fondò la congregazione delle Suore degli Angeli nel 1889. Nel 1896 fu nominato canonico cattedrale di Vilnius e nel 1898 assessore e membro del Collegio romano-cattolico a Pietroburgo. 
Si laureò in teologia nel 1905. 
Nel 1910 il governo russo lo candidò all'arcivescovato di Mahilëŭ e papa Pio X lo elesse. 
Da arcivescovo incontrò numerose difficoltà di carattere politico: fu infatti difensore dell'uso della lingua polacca nelle paraliturgie; diede un'interpretazione diversa da quella del governo russo rispetto al "manifesto di tolleranza" del 1905 dello zar Nicola II, che prometteva ai sudditi dell'Impero russo libertà di coscienza, di parola, di riunione e di associazione; anche la sua posizione sui matrimoni misti non era in linea con quella delle autorità russe.
Nel 1913 l'arcivescovo ricevette dalla Santa Sede delle istruzioni troppo difficili da applicare, per cui l'11 novembre 1913, tramite il governo russo, chiese a Roma l'esonero dalla sua carica. Il papa acconsentì alla richiesta. 
Nel febbraio 1915 si trasferì nel Caucaso e poi in Crimea dove morì nel 1917.

## Genealogia episcopale e successione apostolica
La genealogia episcopale è:
- Cardinale Scipione Rebiba
- Cardinale Giulio Antonio Santori
- Cardinale Girolamo Bernerio, O.P.
- Vescovo Claudio Rangoni
- Arcivescovo Wawrzyniec Gembicki
- Arcivescovo Jan Wężyk
- Vescovo Piotr Gembicki
- Vescovo Jan Gembicki
- Vescovo Bonawentura Madaliński
- Vescovo Jan Małachowski
- Arcivescovo Stanisław Szembek
- Vescovo Felicjan Konstanty Szaniawski
- Vescovo Andrzej Stanisław Załuski
- Arcivescovo Adam Ignacy Komorowski
- Arcivescovo Władysław Aleksander Łubieński
- Vescovo Andrzej Mikołaj Stanisław Kostka Młodziejowski
- Arcivescovo Kasper Kazimierz Cieciszowski
- Vescovo Franciszek Borgiasz Mackiewicz
- Vescovo Michał Piwnicki
- Arcivescovo Ignacy Ludwik Pawłowski
- Arcivescovo Kazimierz Roch Dmochowski
- Arcivescovo Wacław Żyliński
- Vescovo Aleksander Kazimierz Bereśniewicz
- Arcivescovo Szymon Marcin Kozłowski
- Vescovo Mečislovas Leonardas Paliulionis
- Vescovo Kasper Felicjan Cyrtowt
- Arcivescovo Wincenty Kluczyński

La successione apostolica è:
- Vescovo Augustyn Łosiński (1910)
- Vescovo Marian Józef Ryx (1910)
- Arcivescovo Pranciškus Karevičius, M.I.C. (1914)